# ذائقة الموت
ذائقة الموت هي رواية للكاتب الأردني أيمن العتوم، صدرت طبعتها الأولى عام 2013 عن المؤسسة العربية للدراسات والنشر، وتقع الرواية في 407 صفحات من القطع المتوسط، تتحدث الرواية بشكلٍ عام عن فلسفة الحب والموت والحرية. تتخذ الرواية في بعض فصولها زمناً ومكاناً حقيقياً لأحداثها، كما تظهر تجربة الكاتب أيمن العتوم جليّة في الرواية. وتعتبر الرمزية العالية كذلك من مميزات الرواية العامة.

## أحداث الرواية
تبدأ أحداث الرواية في قرية أم الكروم حيث يعيش الطفل واثق؛ حيث شكلت شخصيته عدة عوامل منها: جدته، وأخته سمية، وطريقة المعيشة في القرية. كما قد كان واثق يعاني من التداخل في رؤيته بين الحقيقة والخيال فكان المدى بينهما معدوماً. وقد كان لوالده الذي كان يعمل صياداً الدور في صقل شخصيته؛ حيث كان لليلة صيد الذئاب التي شهدها الدور الأكبر في أن يتخلص واثق من مخاوفه بعد أن ينتقل للمدينة ويدرس في مدرستها ثم يدخل جامعة غير التي دخلها صديقه الوفي جمال. وفي الجامعة يتعرف إلى منى التي أحبها؛ ليصبح البساط الأخضر أمام كليته أكبر بالنسبة له. وفي خضم ذلك تبدأ الحرب على الأمة فيقود واثق المظاهرات في جامعته، ويبدو شخصيةً قياديةً فيها، ليدخل السجن بعد ذلك ويحاكم مع أصدقائه الذين تساقطوا في السجن من حوله؛ فلم يبقَ غيره. وبعد المدة الطويلة التي قضاها يُفصل من جامعته. أما حبيبته منى فتصاب بالسرطان وتموت قبل خروجه من السجن. وعلى طريقة غوته في آلام فرتر يختتم أيمن العتوم روايته بمئة رسالة إلى محبوبته تحت عنوان هذي الرّسائلُ في هواك قصائدُ، قبل أن يصعد إلى قمة ابن جبير حيث كانت ليلة الذئاب المشهودة، ويسقط في المقبرة؛ ليصلي عليه النوراني الأعظم؛ ليجدوه غضاً طرياً في الكهف بعد أربعة أيام وقد ارتسمت على شفتيه «ابتسامةٌ واثقة».

## وصلات خارجية
- ذائقة الموت لأيمن العتوم - جودريدز